# ГЕС Akocak
ГЕС Akocak – гідроелектростанція на північному сході Туреччини. Знаходячись перед ГЕС Ortaçağ (13 МВт), становить верхній ступінь каскаду на річці Карадере, яка впадає до Чорного моря за 25 км на схід від Трабзону.
В межах проекту звели дві водозабірні греблі:
- Ериклі висотою 9,5 метра та довжиною 30 метрів, котра перекрила річку Alcakdere (ліва притока Карадере);
- Akocak висотою 9,5 метра та довжиною 15 метрів на самій Карадере.
Від греблі Еріклі до Akocak прямує тунель довжиною 3,3 км з діаметром 3,5 метра, а від Akocak починається прокладений через лівобережний гірський масив головний дериваційний тунель довжиною 6,2 км з діаметром 3,5 метра. Завершальною ділянкою траси є напірний водовід довжиною 1,4 км з діаметром 1,8 метра.
Основне обладнання станції складається з двох турбін типу Пелтон потужністю по 41,25 МВт, які при напорі у 767 метрів повинні забезпечувати виробництво 257 млн кВт-год електроенергії на рік.